# Mirkovce
Mirkovce és un poble i municipi d'Eslovàquia. Es troba a la regió de Prešov, al nord del país. La primera referència escrita de la vila data del 1320.

## Demografia
| Godina             | 1994 | 2004    | 2014    | 2024    |
| ------------------ | ---- | ------- | ------- | ------- |
| Nombre de persones | 798  | 1030    | 1274    | 1451    |
| Diferència         |      | +29,07% | +23,68% | +13,89% |

| Godina             | 2023 | 2024   |
| ------------------ | ---- | ------ |
| Nombre de persones | 1431 | 1451   |
| Diferència         |      | +1,39% |